# Des ombres et des lumières
Albums de Fréro Delavega
Fréro Delavega
(2014)
Singles
1. Ton visage
Sortie : 21 septembre 2015
2. Autour de moi
Sortie : avril 2016
3. Le cœur éléphant
Sortie : juin 2016
4. À l'équilibre
Sortie : 8 décembre 2016

Des ombres et des lumières est le second album de Fréro Delavega.
Lors de sa parution le 27 novembre 2015, il était disponible en deux versions: un CD 12 titres et une édition Deluxe avec un CD 17 titres accompagné d'un DVD.

## Listes des titres
| No  | Titre                             | Durée |
| --- | --------------------------------- | ----- |
| 1.  | Intro                             | 1:07  |
| 2.  | Un petit peu de toi               | 3:18  |
| 3.  | Autour de moi                     | 3:12  |
| 4.  | Ton visage                        | 2:39  |
| 5.  | Interlude                         | 0:43  |
| 6.  | Le cœur éléphant                  | 3:53  |
| 7.  | Entre ciel et terre               | 2:38  |
| 8.  | Quand je serai un grand           | 2:15  |
| 9.  | À l'équilibre                     | 2:54  |
| 10. | Mes autres                        | 3:30  |
| 11. | Le chant des sirènes 2            | 2:46  |
| 12. | Sous les étoiles                  | 5:06  |
| 13. | Lorena                            | 4:32  |
| 14. | La valse                          | 3:00  |
| 15. | Le chant des sirènes (acoustique) | 3:02  |
| 16. | Quand je serai grand (acoustique) | 2:04  |
| 17. | Mes autres (acoustique)           | 4:20  |

| 1. | Mes autres (acoustique)           |  |
| 2. | Quand je serai grand (acoustique) |  |
| 3. | A l'équilibre (tournée 2015)      |  |
| 4. | Le chant des sirènes 2 (studio)   |  |